# Aguada de Cima
Aguada de Cima ist eine Ortschaft und Gemeinde in Portugal.

## Geschichte
Als „Aqualata“ war es eine römische Ortschaft und wurde erstmals als solche im Jahr 132 v. Chr. dokumentiert. Über seine Geschichte im Suebenreich, dem Westgotenreich und unter den folgenden arabischen Mauren ist wenig bekannt. Die erste dokumentierte Erwähnung des Ortes stammt danach aus dem Jahr 961, unter dem Namen seiner Schutzpatronin Santa Eulália.
König D. Manuel I. gab Aguada de Cima am 23. August 1514 Stadtrechte und machte es zum Sitz eines Kreises. Im Zuge der Verwaltungsreformen nach der Liberalen Revolution 1822 und dem 1834 folgenden Miguelistenkrieg wurde der Kreis erstmals 1834 und dann endgültig am 31. Dezember 1836 aufgelöst.
1997 wurde Aguada de Cima erneut, nach 1514, zur Kleinstadt (Vila) erhoben.

## Verwaltung
Aguada de Cima ist eine Gemeinde (Freguesia) im Kreis (Concelho) von Águeda, im Distrikt Aveiro. In der Gemeinde leben 3893 Einwohner (Stand 19. April 2021) auf einer Fläche von 28,4 km².
Folgende Orte liegen im Gemeindegebiet:
| - Aguada de Cima (Vila) - Aguadalte - Almas da Areosa - Bustelo - Cabeço Grande - Cabeço da Igreja - Cabeço de Lama - Cadaval - Canavai - Carvalhitos - Corsa | - Engenho - Forcada - Formigueiro - Forno - Garrido - Ínsua - Miragaia - Monte Verde - Outeiro - Pisão - Pisão da Forcada | - Povoa de Baixo - Povoa de S. Domingos - Povoa do Teso - Povoa de Vale Trigo - Pousadouros - S. Martinho - Seixo - Teso - Vale Grande - Vale do Lobo |

## Söhne und Töchter der Stadt
- Antonino Baptista (1933–2013), Radsportler
- Adelino Teixeira (* 1954), Radsportler